# Château du Bosc (Lot-et-Garonne)
Pour les articles homonymes, voir Château du Bosc.
Le château du Bosc est un château du XVIe siècle, située dans le département de Lot-et-Garonne, commune de Masquières. Il est l'ancien repaire de la famille de Bosc.

## Architecture
Le château du Bosc est située sur le rebord nord-ouest d'un plateau calcaire, à proximité de la route de Cahors. Le plan régulier du château en U côté cour, dissimule un désaxement du corps principal côté terrasse. Une tour quadrangulaire de l'ancien repaire de la famille de Bosc, datable du XVIe siècle, demeure au nord-ouest.
Le château présente, sur la façade principale, un corps de logis barlong à toiture à la Mansard, encadré de deux pavillons coiffés en pyramide. Elle relie la tour nord-ouest à une seconde tour quadrangulaire de plus petites dimensions, au sud-ouest.
À droite de la cour d'honneur se trouve une chapelle du XVIIe siècle. Dans la partie centrale de la cour se situe un pavillon à pans qui pourrait dater du VIe siècle. 
Les soubassements du château sont antérieurs à la construction. Le château possède des caves voûtées, venant du château primitif, devant remonter au XIVe siècle,.

## Historique
Le château du Bosc est à l'origine le repaire de la famille de Bosc avant d'être la résidence de la famille Laduguie vers le milieu du XVIe siècle. Le château est par la suite complétée par un corps de logis et une deuxième tour.
En 1765, la famille Nicolas de Lisleferme acquiert la seigneurie et l'intègre dans un programme de reconstruction du château, qui sera agrandi et symétrisé durant le 3e quart du siècle. Le château est alors au centre d'un important domaine viticole qui sera la propriété des Lisleferme jusqu'au milieu du XXe siècle.
Des réaménagements intérieurs sont effectués dans l'Après-guerre afin d'héberger une colonie de vacances destinée au personnel du Comptoir d'Escompte.
Le château a été inscrit au titre des monuments historiques en 1952. Il est de nos jours un centre de loisirs et de vacances du Comité centrale d'entreprise de la BNP.